# آدلبرت شولتس
آدلبرت شولتس ((به آلمانی: Adelbert Schulz) (۲۰ دسامبر ۱۹۰۳ – ۲۸ ژانویه ۱۹۴۴) نظامی بلندپایه آلمان در دوره رایش آلمان بود که در فرماندهی یگان‌های زرهی مختلفی را در جریان جنگ جهانی دوم بر عهده داشت. او با نشان دادن مهارت و حمیت در رزم‌گاه‌های جبهه شرقی یکی از تنها ۲۷ تنی بود که نشان صلیب شوالیه صلیب آهنین با برگ‌های بلوط، شمشیرها و الماس‌ها را دریافت کردند.

## زندگی
آدلبرت (گاهی آدالبرت) شولتس روز ۲۰ دسامبر سال ۱۹۰۳ در برلین زاده شد. پس از گذراندن دوره دبیرستان، کارمند بانک شد و بین سال‌های ۱۹۲۳ و ۱۹۲۴ در دانشکده بازرگانی تحصیل کرد. با این حال یک سال بعد شغل خود را رها نمود و به خدمت پلیس درآمد. سال ۱۹۳۴ به درجه ستوان دوم ترفیع گرفت. سال ۱۹۳۵ با درجه ستوان یکم به ورماخت منتقل شد. در ضمیمه کردن اتریش و سودتنلند به آلمان حاضر بود. سال ۱۹۳۸ به فرماندهی گروهان ۱ از هنگ ۵ زرهی از لشکر هفتم زرهی منصوب گردید. در این جایگاه به درجه سروانی نائل آمد.
با آغاز جنگ جهانی دوم، در جریان نبرد فرانسه در سال ۱۹۴۰ عملکرد متمایزی در حمله و تسخیر مواضع نیروهای دشمن در جنگل‌های سومو و حفظ آن‌ها در مقابل ضد حملات شدید از خود نشان داد. این عملکرد به گونه‌ای افسران مافوق او را متأثر کرد که نشان‌های درجه ۱ و۲ صلیب آهنین و همچنین صلیب شوالیه صلیب آهنین را به‌طور همزمان برای او توصیه کردند که همگی این نشان‌ها روز ۲۹ سپتامبر سال ۱۹۴۰ به تأیید رسید.
هنگام آغاز عملیات بارباروسا، تهاجم آلمان به شوروی در تابستان سال ۱۹۴۱ فرماندهی گردان ۱ از هنگ ۲۵ زرهی از همان لشکر به شولتس سپرده شد. در رزم برق‌آسای متعاقب مجدداً عملکرد بسیار خوبی در محاصره مینسک، گذر از دنیپر و درگیرهای ناحیه اسمولنسک به نمایش گذاشت. یگان تحت امر شولتس به عنوان بخشی از گروه ارتش مرکز، در نبرد زمستانه در ناحیه کلین مواجهه سختی با دشمنی با برتری عددی چندین برابری داشت. او با رخنه در جناح یک هنگ محافظ کاملاً مجهز و تازه‌نفس از سیبری، آن را به محاصره انداخت و منهدم کرد. در جریان همین حمله عقب‌نشینی نیروهای آلمانی از جمله یک بیمارستان صحرایی با بیش ۴٬۰۰۰ زخمی را پوشش داد. بدین جهت برگ‌های بلوط صلیب شوالیه روز ۳۱ دسامبر سال ۱۹۴۱ به او اعطا شد. در ادامه یگان او درگیر نبردهای پرخسارت دفاعی در ناحیه رژف بود. در نهایت لشکری که گردان او در آن قرار داشت ماه مه سال ۱۹۴۲ برای استراحت و بازسازی به فرانسه فرستاده شد.
شولتس زمستان ۱۹۴۲/۱۹۴۳ به جبهه شرقی بازگشت و در قالب گروه ارتش جنوب در مقابل ضد حملات ارتش سرخ در ناحیه دونتس به‌کارگرفته شد. روز ۱۱ مارس سال ۱۹۴۳ یگان او در درگیری‌های شدید بر سر خارکوف حضور داشت و توانست بیش از ۱۰۰ تانک و تعداد زیادی قطعه توپخانه دشمن را منهدم کند. شولتس روز ۱ آوریل سال ۱۹۴۳ به درجه سرهنگ دومی ترفیع گرفت و فرماندهی هنگ زرهی خود را عهده‌دار شد. او این هنگ را اوایل ماه ژوئیه در عملیات سیتادل علیه برآمدگی کورسک رهبری کرد. به جهت نشان دادن شجاعت و حمیت فراوان در نبردهای نواحی چون بلگورود و پروخوروفکا روز ۶ اوت سال ۱۹۴۳ شمشیرهای صلیب شوالیه به او اعطا گردید.
شولتس روز ۱ نوامبر سال ۱۹۴۳ به درجه سرهنگی ارتقا یافت. با هنگ زرهی خود در جریان رزم شدید دفاعی در حوالی کی‌یف و ژیتومیر، حملات غافلگیر کننده‌ای علیه جناحیان آرایش‌های دشمن به اجرا درآود و توانست بیش از ۱۵۰ تانک را منهدم و پیشروی آن‌ها را متوقف کند. بدین جهت روز ۱۴ دسامبر سال ۱۹۴۳ مفتخر به دریافت الماس‌های صلیب شوالیه شد. پس از آن که برای گرفتن جایزه خود به قرارگاه هیتلر دعوت گردید، تا هنگامی که از ثبات شرایط در خط مقدم قسمت خود اطمینان حاصل نکرد از این سفر اجتناب نمود. شولتس روز ۱ ژانویه سال ۱۹۴۴ به درجه سرتیپی ترفیع گرفت و به توصیه سرلشکر هاسو فون مانتویفل و تأیید فرماندهی عالی، به عنوان جانشین او فرماندهی لشکر هفتم زرهی را در دست گرفت. روز ۹ ژانویه سال ۱۹۴۴ در قرارگاه پیشوا الماس‌ها را دریافت کرد.
پس از گذراندن یک تعطیلات کوتاه در کنار خانواده به خدمت مقدم بازگشت. لشکر او در در ناحیه شپتیفکا مستقر بود و می‌بایست دست به ضدحمله می‌زد. اجرای تهاجم در مقابل مقاومت شدید دشمن موفق‌آمیز نبود و تنها رخنه‌های موضعی حاصل شد. با اطلاع از متوقف شدن حرکت نیروها شخصاً به خط مقدم رفت. شولتس روز ۲۸ ژانویه سال ۱۹۴۴ در حال یک کنفرانس فرماندهی میدانی در کنار تانک خود بود که در اثر انفجار یک گلوله توپ در آن نزدیکی از ناحیه سر به شدت زخمی و بیهوش شد. سرتیپ آدلبرت شولتس بلافاصله با هواپیما به بیمارستان منتقل شد اما در راه بدون این که به هوش بیاید در اثر اینجراحات جان باخت.

## جوایز
- صلیب آهنین
  - درجه دو: ۱۹۴۰
  - درجه یک: ۱۹۴۰
- صلیب شوالیه صلیب آهنین: ۲۹ سپتامبر ۱۹۴۰
  - برگ‌های بلوط: ۳۱ دسامبر ۱۹۴۱
  - شمشیرها: ۶ اوت ۱۹۴۳
  - الماس‌ها: ۱۴ دسامبر ۱۹۴۳

## کتابشناسی
- Williamson, Gordon; Bujeiro, Ramiro (2006). Knight's Cross with Diamonds Recipients 1941–45. Oxford, United Kingdom: Osprey Publisher. ISBN 1-84176-644-5.